# Pleurothyrium westphaliae
Pleurothyrium westphaliae är en lagerväxtart som beskrevs av H. van der Werff. Pleurothyrium westphaliae ingår i släktet Pleurothyrium och familjen lagerväxter. Inga underarter finns listade i Catalogue of Life.